# 玉城美香
玉城 美香（たましろ みか、1974年10月3日 - ）は、沖縄県で活躍している女性ローカルタレント、ラジオパーソナリティ、カフェオーナー。沖縄県糸満市出身。血液型はA型。愛称はみーかー。

## 来歴
19歳でラジオ沖縄のオーディションに合格し、1994年4月開始の同局『RDAYSへのへのうしし』で、ラジオパーソナリティデビューした（岩井証夫、池村麻布美と共に担当）。
1990年代後半に、同番組に加え、同局『シャープと共に』、エフエム沖縄『のってるカーライフ』で人気が出て、2002年4月、岩井証夫が本土移住のため降板したラジオ沖縄『チャットステーション』のMCとして抜擢される。
2018年4月1日、糸満市教育委員会委員に就任。
2023年2月23日、沖縄県糸満市に自身がオーナーのカフェ「mi-cafe ここち」を開店した。

## 人物・エピソード
3児の母である。高校時代吹奏楽部に所属、特技はトランペットが吹けること。
野菜ソムリエプロ、アスリートフードマイスター2級の資格を持ち、2018年4月14日開催の「第7回野菜ソムリエアワード」（一般社団法人日本野菜ソムリエ協会）野菜ソムリエ部門で、全国3位となる銅賞を受賞した。

## 担当番組

### 現在の番組
ラジオ沖縄
- NANBUアワー（日曜 12:10～13:00）

琉球放送 （RBCiラジオ）
- わんDAY（月曜 - 水曜 17:00～20:00）
- 野菜ソムリエスタジオβ（土曜 07:00～07:30）

沖縄テレビ
- ウィン♪ウィン♪（『真栄城真鈴のらくらくクッキング』講師）

旅チャンネル
- 沖縄ローカルNEWS

### 以前担当していた番組
ラジオ沖縄
- RDAYSへのへのうしし
- シャープと共に
- チャットステーションL（月曜～金曜 14:00～16:00）
- バルーン　みーかーのわははのは！　（月曜～木曜 9:30～11:30）

エフエム沖縄
- のってるカーライフ（1998年～2007年）
- GO!GO!EAST!やんばるの東
- だいこんの花プレゼンツ「健康は美味しい」（月曜～金曜 18:50～18:55）